# نويفن
نويفن (بالألمانية: Neuffen) هي مدينة وبلدة ألمانية تقع في ألمانيا في بادن-فورتمبيرغ. يقدر عدد سكانها بـ 6,201 نسمة .